# Бондаренко, Людмила Васильевна
Людми́ла Васи́льевна Бондаре́нко (род. 1940) — российский экономист, специалист в области управления народным хозяйством, член-корреспондент РАН (2014).

## Биография
Родилась 22 февраля 1940 года в Харькове.
В 1961 году — окончила Московский институт народного хозяйства имени Г. В. Плеханова.
Работала товароведом, редактором сельскохозяйственной литературы в издательстве «Экономика».
С 1961 по 1969 годы — младший научный сотрудник Научно-исследовательского экономического института Госплана СССР.
В период с 1969 по 1971 годы — учится в аспирантуре Института экономики РАН.
С 1972 по 1979 годы — старший научный сотрудник Центрального экономического научно-исследовательского института Госплана РСФСР и НИИ труда Министерства труда СССР.
С 1979 по 1997 годы — Заведующая сектором, заведующая отделом, а с 1998 года — руководитель Центра социальной политики и мониторинга сельского развития Всероссийского НИИ экономики сельского хозяйства.
В 1997 году — защитила докторскую диссертацию.
В 2001 году — присвоено учёное звание профессора.
В 2007 году — избрана членом-корреспондентом РАСХН.
В 2014 году — избрана членом-корреспондентом РАН (в рамках присоединения РАСХН к РАН).

## Научная деятельность
Видный ученый в области развития социально-трудовой сферы села и повышения уровня жизни сельского населения.
Автор фундаментальных научных исследований в области теории и практики управления социальными процессами на селе, оптимизации занятости и повышения уровня жизни сельского населения, социального и инженерного обустройства сельских поселений.
С 1999 года под её руководством на основе статистических и социологических наблюдений проводится мониторинг социально-трудовой сферы села, в котором участвуют ученые сельскохозяйственных вузов и НИИ 25 субъектов РФ.
Руководитель разработки Федеральной целевой программы «Социальное развитие села до 2010 года», Программы создания и сохранения рабочих мест в системе АПК на 1998—2000 годы и на период до 2005 годы и других нормативно-правовых актов федерального и регионального значения, направленных на обеспечение устойчивого экономического и социального развития сельских территорий.
Являлась членом научно-консультационного совета Аграрной партии России.
Автор около 280 научных трудов, в том числе 22 монографии.

### Избранные труды
- Формирование социальной структуры села. — М.: Изд-во Сов. Россия, 1987. — 208 с.
- Концепция и прогноз развития социальной сферы села на период до 2005 года. — М.: МП Петит, 1996. — 126 с.
- Российское село в эпоху перемен: занятость, доходы, инфраструктура… / Всерос. НИИ экономики сел. хоз-ва. — М., 2003. — 509 с.
- Рынок труда специалистов сельского хозяйства / соавт. Г. Ф. Хоменко; Всерос. НИИ экономики сел. хоз-ва. — М., 2004. — 158 с.
- Бедность в сельской России / Всерос. НИИ экономики сел. хоз-ва. — М., 2005. — 142 с.
- Состояние социально-трудовой сферы села и предложения по её регулированию: ежегод. докл. Вып. 1-14 / соавт.: Б. П. Панков и др. — М., 2000—2012.
- Концептуальные основы обеспечения продовольственной безопасности России / соавт.: И. Г. Ушачев и др.; Всерос. НИИ экономики сел. хоз-ва. — М., 2008. — 173 с.
- Стратегия снижения сельской бедности в средней и долгосрочной перспективе / соавт.: Л. В. Мигачева и др.; Всерос. НИИ экономики сел. хоз-ва. — М., 2008. — 44 с.
- Интегральная оценка уровня жизни сельского и городского населения / Всерос. НИИ экономики сел. хоз-ва. — М.: Гриф и К, 2009. — 85 с.
- Занятость, доходы и потребление сельского населения / Всерос. НИИ экономики сел. хоз-ва. — М., 2012. — 128 с.

## Награды
- Премия имени А. В. Чаянова (2017) — за серию работ «О состоянии сельских территорий в Российской Федерации»

Награждена медалями ВВЦ, почетными грамотами Министерства сельского хозяйства России, Государственной Думы Ставропольского края.